# Palau-de-Cerdagne
Pour les articles homonymes, voir Palau.
Palau-de-Cerdagne  (en catalan Palau de Cerdanya, ce qui signifie « Palais de Cerdagne ») est une commune française, située dans le sud-ouest du département des Pyrénées-Orientales en région Occitanie. Sur le plan historique et culturel, la commune est dans la Cerdagne, une haute plaine à une altitude moyenne de 1 200 m d'altitude, qui s'étend d'est en ouest sur une quarantaine de kilomètres entre Mont-Louis et Bourg-Madame.
Exposée à un climat de montagne, elle est drainée par le Riu Llavanera, Riu de Narago, Riu de Vilallobent et par deux autres cours d'eau. Incluse dans le parc naturel régional des Pyrénées catalanes, la commune possède un patrimoine naturel remarquable composé de deux zones naturelles d'intérêt écologique, faunistique et floristique.
Ses habitants sont appelés les Palauencs ou les Palauenques.
Palau-de-Cerdagne est une commune rurale qui compte 408 habitants en 2022, après avoir connu une forte hausse de la population depuis 1962. Ses habitants sont appelés les Palausans ou  Palausanes.

## Géographie

### Localisation
La commune de Palau-de-Cerdagne se trouve dans le département des Pyrénées-Orientales, en région Occitanie et est frontalière avec l'Espagne (Catalogne).
Elle se situe à 82 km à vol d'oiseau de Perpignan, préfecture du département, et à 44 km de Prades, sous-préfecture.
Les communes les plus proches sont : 
Osséja (1,2 km), Nahuja (2,6 km), Bourg-Madame (2,8 km), Sainte-Léocadie (3,8 km), Ur (5,7 km), Err (6,1 km), Valcebollère (6,5 km), Enveitg (6,5 km).
Sur le plan historique et culturel, Palau-de-Cerdagne fait partie de la région de la Cerdagne, une haute plaine à une altitude moyenne de 1 200 m d'altitude, qui s'étend d'est en ouest sur une quarantaine de kilomètres entre Mont-Louis et Bourg-Madame.
|                     | Bourg-Madame      |                          |
| Puigcerdà (Espagne) | Palau-de-Cerdagne | Osséja                   |
| Alp (Espagne)       | Toses (Espagne)   | Valcebollère (sur 100 m) |

Le point de jonction avec la commune de Valcebollère et Toses est marqué par la borne frontière 504.

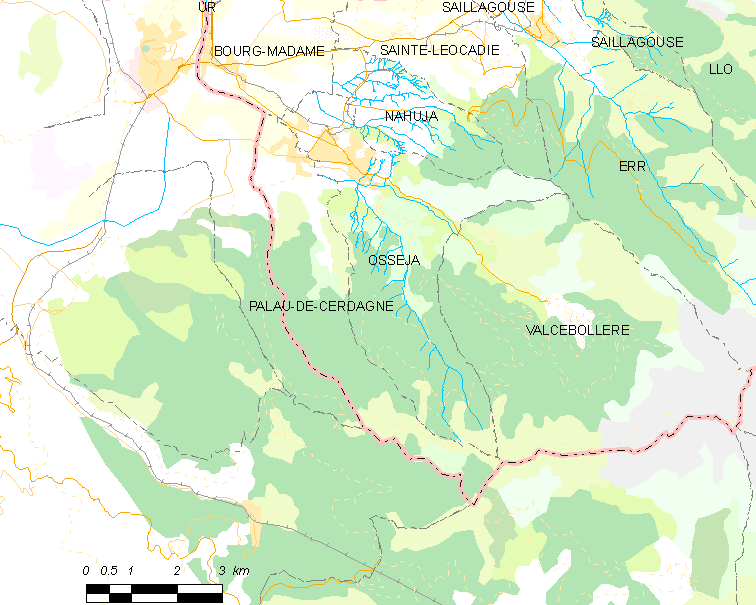
Situation de la commune.

### Géologie et relief
La superficie de la commune est de 1 150 hectares. L'altitude de Palau-de-Cerdagne varie entre 1 151 et 2 203 mètres.
La commune est classée en zone de sismicité 4, correspondant à une sismicité moyenne.

### Hydrographie
La Vanéra traverse la partie septentrionale de la commune.

### Climat
Pour des articles plus généraux, voir Climat de l'Occitanie et Climat des Pyrénées-Orientales.
En 2010, le climat de la commune est de type climat des marges montargnardes, selon une étude du CNRS s'appuyant sur une série de données couvrant la période 1971-2000. En 2020, Météo-France publie une typologie des climats de la France métropolitaine dans laquelle la commune est exposée à un climat de montagne ou de marges de montagne et est dans la région climatique Pyrénées orientales, caractérisée par une faible pluviométrie, un très bon ensoleillement (2 600 h/an), un air sec, particulièrement en hiver et peu de brouillards.
Pour la période 1971-2000, la température annuelle moyenne est de 8,5 °C, avec une amplitude thermique annuelle de 15,3 °C. Le cumul annuel moyen de précipitations est de 644 mm, avec 6 jours de précipitations en janvier et 6,9 jours en juillet. Pour la période 1991-2020, la température moyenne annuelle observée sur la station météorologique la plus proche, située sur la commune de Formiguères à 25 km à vol d'oiseau, est de 7,6 °C et le cumul annuel moyen de précipitations est de 737,3 mm,. Pour l'avenir, les paramètres climatiques de la commune estimés pour 2050 selon différents scénarios d’émission de gaz à effet de serre sont consultables sur un site dédié publié par Météo-France en novembre 2022.

### Milieux naturels et biodiversité

#### Espaces protégés
La protection réglementaire est le mode d’intervention le plus fort pour préserver des espaces naturels remarquables et leur biodiversité associée,.
Un  espace protégé est présent sur la commune : 
le parc naturel régional des Pyrénées catalanes, créé en 2004 et d'une superficie de 139 062 ha, qui s'étend sur 66 communes du département. Ce territoire s'étage des fonds maraîchers et fruitiers des vallées de basse altitude aux plus hauts sommets des Pyrénées-Orientales en passant par les grands massifs de garrigue et de forêt méditerranéenne,.

#### Zones naturelles d'intérêt écologique, faunistique et floristique

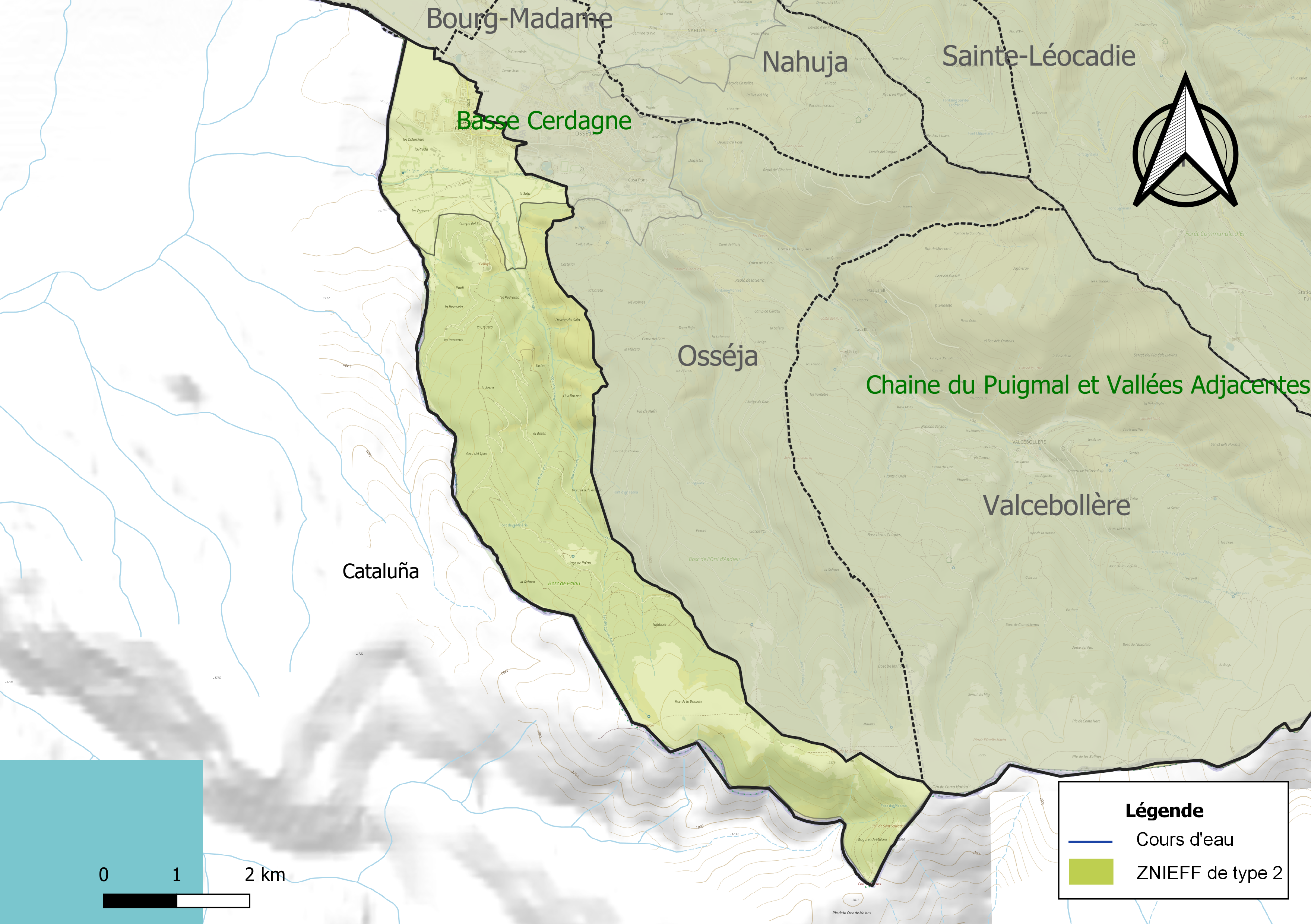
Carte des ZNIEFF de type 2 localisées sur la commune.

L’inventaire des zones naturelles d'intérêt écologique, faunistique et floristique (ZNIEFF) a pour objectif de réaliser une couverture des zones les plus intéressantes sur le plan écologique, essentiellement dans la perspective d’améliorer la connaissance du patrimoine naturel national et de fournir aux différents décideurs un outil d’aide à la prise en compte de l’environnement dans l’aménagement du territoire.
Deux ZNIEFF de type 2 sont recensées sur la commune :
- la « Basse Cerdagne » (3 916 ha), couvrant 12 communes du département[20] ;
- les « chaine du Puigmal et vallées Adjacentes » (28 390 ha), couvrant 15 communes du département[21].

## Urbanisme

### Typologie
Au 1er janvier 2024, Palau-de-Cerdagne est catégorisée bourg rural, selon la nouvelle grille communale de densité à sept niveaux définie par l'Insee en 2022.
Elle est située hors unité urbaine et hors attraction des villes,.

### Occupation des sols
L'occupation des sols de la commune, telle qu'elle ressort de la base de données européenne d’occupation biophysique des sols Corine Land Cover (CLC), est marquée par l'importance des forêts et milieux semi-naturels (78 % en 2018), une proportion identique à celle de 1990 (78 %). La répartition détaillée en 2018 est la suivante : 
forêts (46,7 %), milieux à végétation arbustive et/ou herbacée (31,3 %), prairies (7,5 %), zones agricoles hétérogènes (7 %), zones urbanisées (3,7 %), terres arables (3,7 %). L'évolution de l’occupation des sols de la commune et de ses infrastructures peut être observée sur les différentes représentations cartographiques du territoire : la carte de Cassini (XVIIIe siècle), la carte d'état-major (1820-1866) et les cartes ou photos aériennes de l'IGN pour la période actuelle (1950 à aujourd'hui).

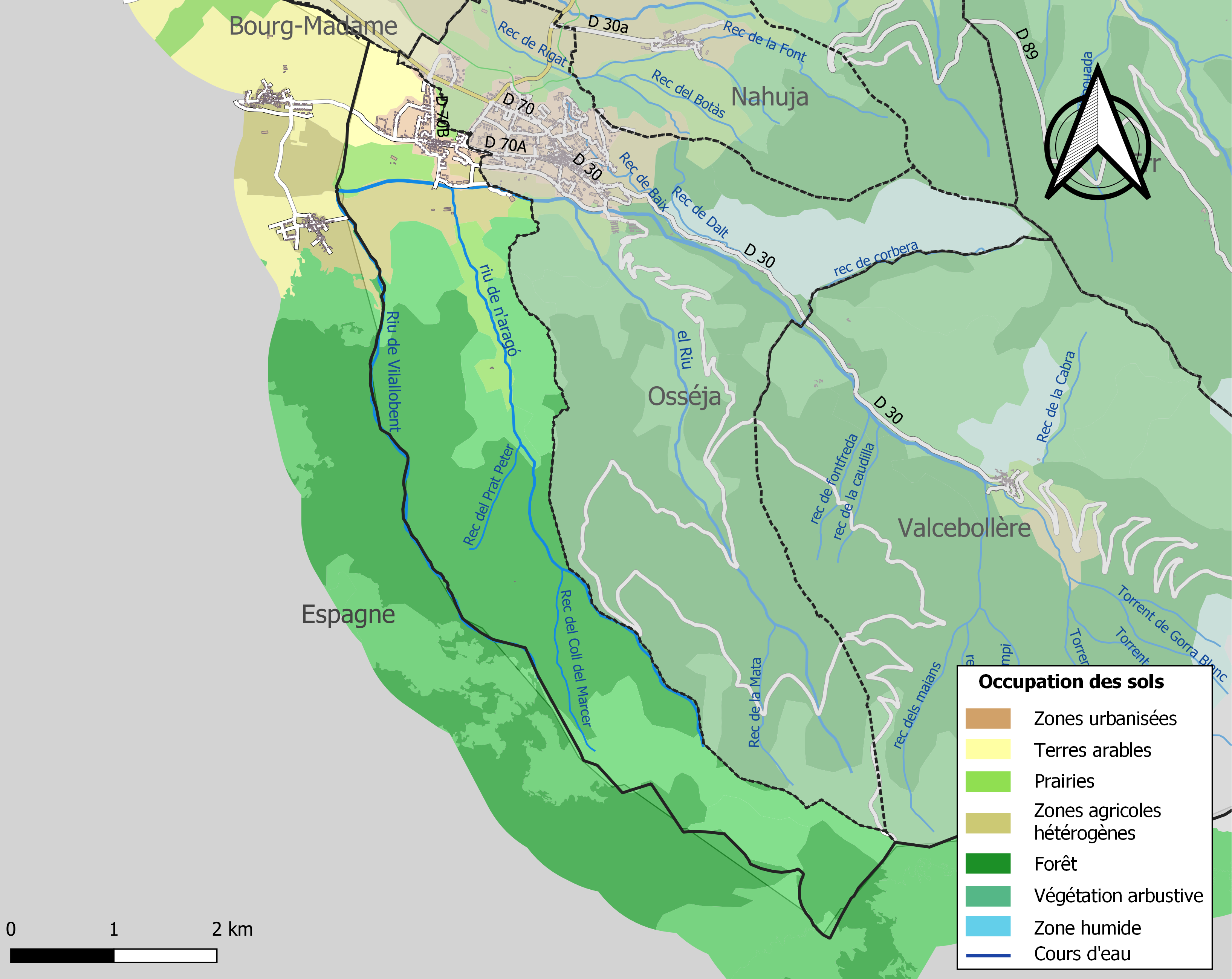
Carte des infrastructures et de l'occupation des sols de la commune en 2018 (CLC).

### Voies de communication et transports
La ligne 565 (Osséja - Bourg-Madame) du réseau régional liO dessert la commune.

### Risques majeurs
Le territoire de la commune de Palau-de-Cerdagne est vulnérable à différents aléas naturels : inondations, climatiques (grand froid ou canicule), feux de forêts, mouvements de terrains et séisme (sismicité moyenne). Il est également exposé à un risque particulier, le risque radon,.

#### Risques naturels
Certaines parties du territoire communal sont susceptibles d’être affectées par le risque d’inondation par crue torrentielle de cours d'eau du bassin du Sègre.
Les mouvements de terrains susceptibles de se produire sur la commune sont soit des mouvements liés au retrait-gonflement des argiles, soit des glissements de terrains, soit des chutes de blocs. Une cartographie nationale de l'aléa retrait-gonflement des argiles permet de connaître les sols argileux ou marneux susceptibles vis-à-vis de ce phénomène.

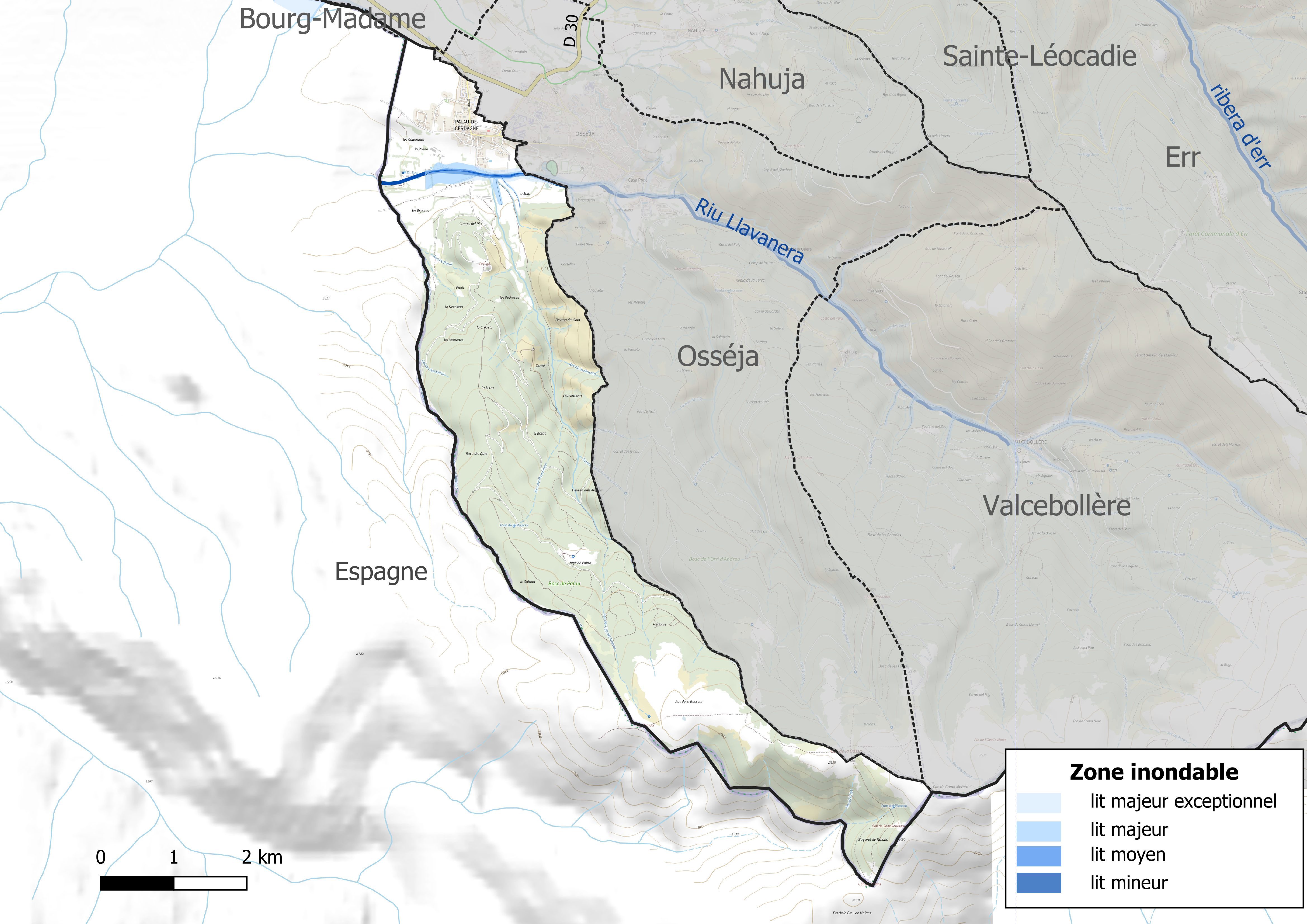
Carte des zones inondables.
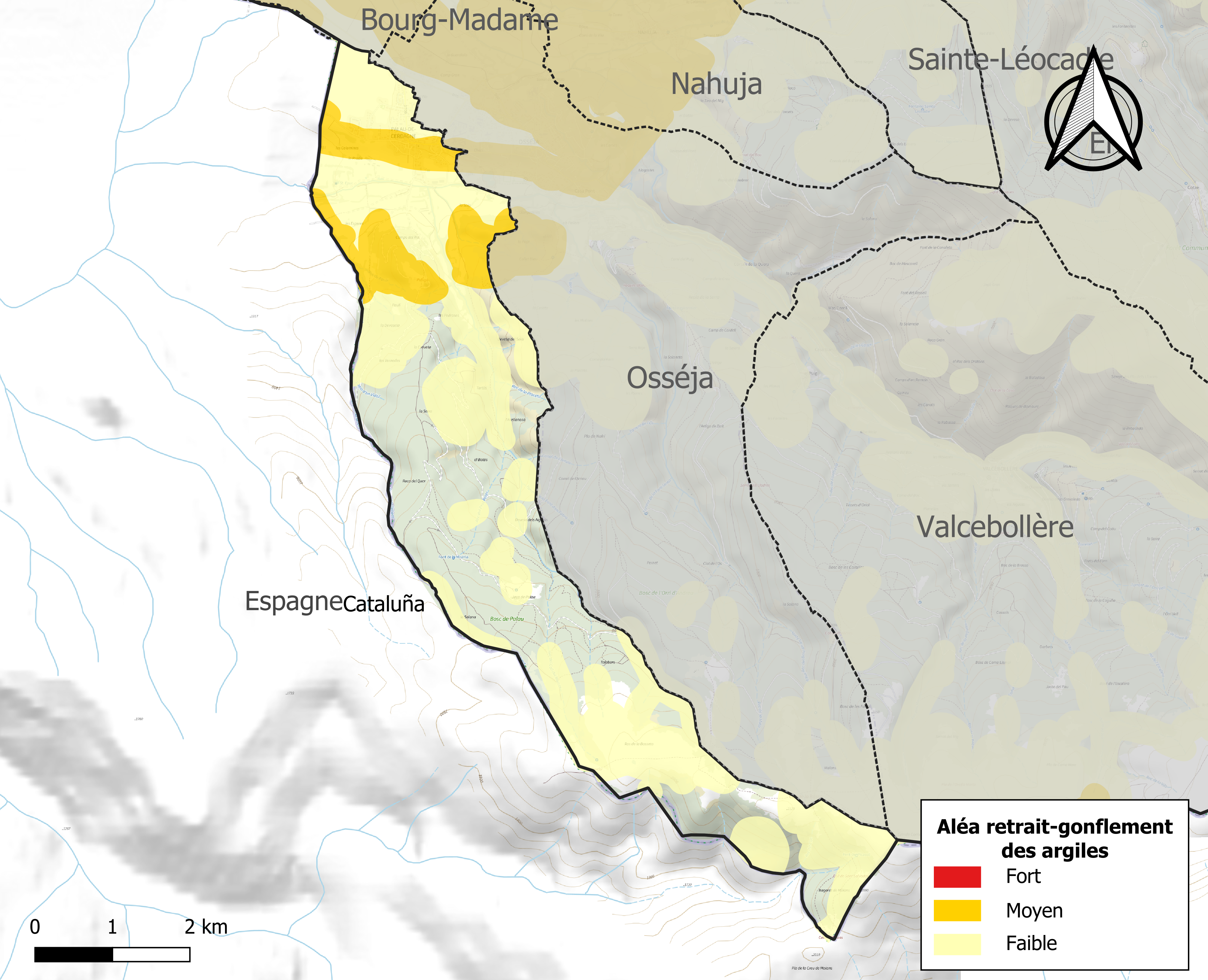
Carte des zones d'aléa retrait-gonflement des argiles.

#### Risque particulier
Dans plusieurs parties du territoire national, le radon, accumulé dans certains logements ou autres locaux, peut constituer une source significative d’exposition de la population aux rayonnements ionisants. Toutes les communes du département sont concernées par le risque radon à un niveau plus ou moins élevé. Selon la classification de 2018, la commune de Palau-de-Cerdagne est classée en zone 2, à savoir zone à potentiel radon faible mais sur lesquelles des facteurs géologiques particuliers peuvent faciliter le transfert du radon vers les bâtiments.

## Toponymie
En catalan, le nom de la commune est Palau de Cerdanya.
Le 19 décembre 1936, Palau change officiellement de nom et devient Palau-de-Cerdagne.

## Histoire

### Moyen Âge
La paroisse de Palau est mentionnée sous sa forme latine Palacio à partir du Xe siècle, elle n'apparaît pas dans l'acte de consécration de la cathédrale d'Urgell de la fête de la Toussaint de l'an 839 ; ce document constitue en effet la véritable charte de la géographie historique du diocèse d'Urgell au Moyen Âge.
À partir de l'étymologie Palacio on a soutenu sans le moindre fondement qu'il y avait à Palau la résidence des Comtes de Cerdagne. Il y a tout lieu de penser que Palau porte ce nom en raison de l'agrément qu'il y a à y résider, étant donné son excellente exposition au soleil et la douceur de son climat.[Interprétation personnelle ?]
L'ancienne église se trouvait au milieu de l'actuel cimetière jusqu'à la fin du XVIIIe siècle, et parce qu'elle tombait en ruines, on la reconstruisit au cœur du village en ayant soin d'y transférer sa cuve baptismale sculptée qui date du XIIIe siècle et le retable de la Vierge au Lait de Jacques Serra, peint vers 1370, ainsi qu'une statue du XVe siècle, dite de sainte Marguerite, en réalité la Vierge de la Délivrance, invoquée par les femmes enceintes. On y ajouta pour décorer le maître autel un imposant retable sculpté provenant du monastère de Belloch, daté de 1668, dédié à la Vierge, où l'on représente notamment les scènes de l'Annonciation, de la Nativité, etc.
Au XIIIe siècle, Palau était la possession de la puissante famille de Pinos, qui le céda à l'abbaye cistercienne de Santes Creus, située dans la région de Tarragone. Cette dernière possédait en Cerdagne des pacages pour ses troupeaux de moutons et notamment dans le massif du Carlit. Il y a tout lieu de penser que la donation du baron de Pinos avait pour but de faciliter la transhumance du cheptel de l'abbaye à travers la forêt de Palau, qui donnait accès depuis la vallée de Ribas à la Cerdagne.[Interprétation personnelle ?]
Du temps de Louis XI, l'abbaye de Santes Creus fut dépossédée de la baronnie de Palau, qui fut donnée par le roi de France au baron Mercader qui était un soutien notoire de la politique royale en Cerdagne. Ce dernier mourut sans descendance, et la baronnie de Palau devint la possession du révérend collège de prêtres de Puigcerdà et cela jusqu'à la Révolution française.

### Temps modernes
Après le traité des Pyrénées en 1659, Palau devient un village frontalier.

### XIXesiècle
Le général carliste qui s'était replié à Palau au lieu-dit « Pré du Campement », actuel camping, y fut désarmé et son cheval pur-sang ainsi que son sabre revinrent à la famille Salsas, propriétaire de ce pré.

## Politique et administration

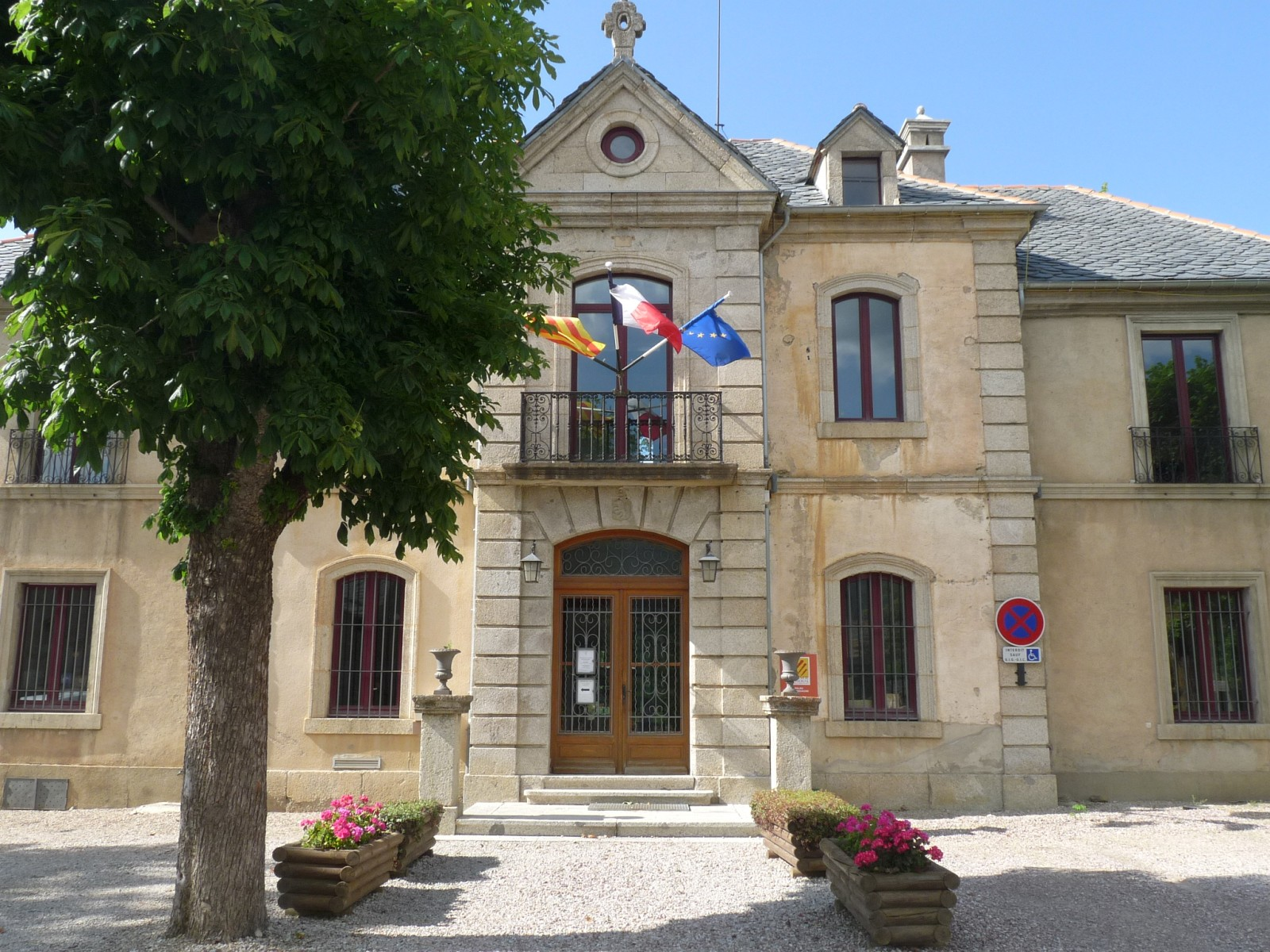
La mairie

À compter des élections départementales de 2015, la commune est incluse dans le nouveau canton des Pyrénées catalanes.

### Liste des maires
| Période        | Période                    | Identité            | Étiquette | Qualité           |
| -------------- | -------------------------- | ------------------- | --------- | ----------------- |
| 1947           | 1983                       | Pierre Forn         |           |                   |
| 1983           | 1989                       | Jean-Paul Allard    |           |                   |
| 1989           | 2008                       | Isidore Peipoch     |           |                   |
| mars 2008      | mars 2014                  | Jean-Pierre Maurell |           |                   |
| mars 2014      | août 2015[réf. nécessaire] | Isidore Peipoch     | DVD       |                   |
| septembre 2015 | 7 février 2019 (décès)     | Michel Bauloz       | DVD       | Retraité          |
| février 2019   | avril 2019                 | Jean-Luc Villeret   |           | Maire par intérim |
| Modèle:Dat-    | En cours                   | Stéphane Surroque   |           |                   |

## Population et société

### Démographie ancienne
La population est exprimée en nombre de feux (f) ou d'habitants (H).
| 1365 | 1378 | 1515 | 1553 | 1709 | 1720 | 1767  | 1774 | 1788  |
| ---- | ---- | ---- | ---- | ---- | ---- | ----- | ---- | ----- |
| 15 f | 10 f | 5 f  | 8 f  | 13 f | 28 f | 269 H | 50 f | 254 H |

| 1789 | - | - | - | - | - | - | - | - |
| ---- | - | - | - | - | - | - | - | - |
| 56 f | - | - | - | - | - | - | - | - |

### Démographie contemporaine
L'évolution du nombre d'habitants est connue à travers les recensements de la population effectués dans la commune depuis 1793. Pour les communes de moins de 10 000 habitants, une enquête de recensement portant sur toute la population est réalisée tous les cinq ans, les populations de référence des années intermédiaires étant quant à elles estimées par interpolation ou extrapolation. Pour la commune, le premier recensement exhaustif entrant dans le cadre du nouveau dispositif a été réalisé en 2004.

En 2022, la commune comptait 408 habitants, en évolution de +1,24 % par rapport à 2016 (Pyrénées-Orientales : +3,92 %, France hors Mayotte : +2,11 %).
| 1793 | 1800 | 1806 | 1821 | 1831 | 1836 | 1841 | 1846 | 1851 |
| ---- | ---- | ---- | ---- | ---- | ---- | ---- | ---- | ---- |
| 234  | 180  | 260  | 243  | 295  | 269  | 265  | 255  | 261  |

| 1856 | 1861 | 1866 | 1872 | 1876 | 1881 | 1886 | 1891 | 1896 |
| ---- | ---- | ---- | ---- | ---- | ---- | ---- | ---- | ---- |
| 287  | 284  | 310  | 295  | 256  | 236  | 256  | 224  | 212  |

| 1901 | 1906 | 1911 | 1921 | 1926 | 1931 | 1936 | 1946 | 1954 |
| ---- | ---- | ---- | ---- | ---- | ---- | ---- | ---- | ---- |
| 232  | 212  | 234  | 166  | 193  | 179  | 151  | 205  | 165  |

| 1962 | 1968 | 1975 | 1982 | 1990 | 1999 | 2004 | 2006 | 2009 |
| ---- | ---- | ---- | ---- | ---- | ---- | ---- | ---- | ---- |
| 149  | 177  | 237  | 285  | 275  | 424  | 496  | 558  | 433  |

| 2014 | 2019 | 2022 | - | - | - | - | - | - |
| ---- | ---- | ---- | - | - | - | - | - | - |
| 411  | 417  | 408  | - | - | - | - | - | - |

| selon la population municipale des années : | 1968 | 1975 | 1982 | 1990 | 1999 | 2006 | 2009 | 2013 |
| Rang de la commune dans le département      | 128  | 121  | 115  | 122  | 109  | 106  | 112  | 115  |
| Nombre de communes du département           | 232  | 217  | 220  | 225  | 226  | 226  | 226  | 226  |

### Enseignement
Palau-de-Cerdagne possède une école élémentaire publique Joan-Cayrol.
L'école est un regroupement pédagogique intercommunal entre Osséja et Palau. Palau accueille les enfants du CP au CE1, et Osséja ceux de la maternelle, et du CE2 au CM2.
Le secteur du collège est Bourg-Madame.

### Manifestations culturelles et festivités
- Fête patronale : 15 et 16 août[45] ;
- Fête du pain le 13 août[46]
- Xicolatada le 16 août[46]

## Économie

### Revenus
En 2018, la commune compte 165 ménages fiscaux, regroupant 360 personnes. La médiane du revenu disponible par unité de consommation est de 20 060 € (19 350 € dans le département).

### Emploi
|                | 2008   | 2013   | 2018   |
| -------------- | ------ | ------ | ------ |
| Commune        | 2,5 %  | 8,4 %  | 6,9 %  |
| Département    | 10,3 % | 12,9 % | 13,3 % |
| France entière | 8,3 %  | 10 %   | 10 %   |

En 2018, la population âgée de 15 à 64 ans s'élève à 272 personnes, parmi lesquelles on compte 77,1 % d'actifs (70,2 % ayant un emploi et 6,9 % de chômeurs) et 22,9 % d'inactifs,. Depuis 2008, le taux de chômage communal (au sens du recensement) des 15-64 ans est inférieur à celui de la France et du département.
La commune est hors attraction des villes,. Elle compte 37 emplois en 2018, contre 49 en 2013 et 57 en 2008. Le nombre d'actifs ayant un emploi résidant dans la commune est de 191, soit un indicateur de concentration d'emploi de 19,4 % et un taux d'activité parmi les 15 ans ou plus de 61,4 %.
Sur ces 191 actifs de 15 ans ou plus ayant un emploi, 22 travaillent dans la commune, soit 11 % des habitants. Pour se rendre au travail, 85 % des habitants utilisent un véhicule personnel ou de fonction à quatre roues, 2,6 % les transports en commun, 10,9 % s'y rendent en deux-roues, à vélo ou à pied et 1,6 % n'ont pas besoin de transport (travail au domicile).

### Activités hors agriculture

#### Secteurs d'activités
28 établissements sont implantés  à Palau-de-Cerdagne au 31 décembre 2019.
Le secteur de la construction est prépondérant sur la commune puisqu'il représente 35,7 % du nombre total d'établissements de la commune (10 sur les 28 entreprises implantées  à Palau-de-Cerdagne), contre 14,3 % au niveau départemental.

### Agriculture
|               | 1988 | 2000 | 2010 | 2020 |
| ------------- | ---- | ---- | ---- | ---- |
| Exploitations | 4    | 5    | 2    | 3    |
| SAU (ha)      | 280  | 343  | 186  | 276  |

La commune est dans la Cerdagne, une petite région agricole située à l'extrême ouest du département des Pyrénées-Orientales. En 2020, l'orientation technico-économique de l'agriculture  sur la commune est l'élevage d'équidés et/ou d' autres herbivores. Trois exploitations agricoles ayant leur siège dans la commune sont dénombrées lors du recensement agricole de 2020 (quatre en 1988). La superficie agricole utilisée est de 276 ha,,.

## Culture locale et patrimoine

### Monument et lieux touristiques
- L'église paroissiale Sainte-Marie, église romane.

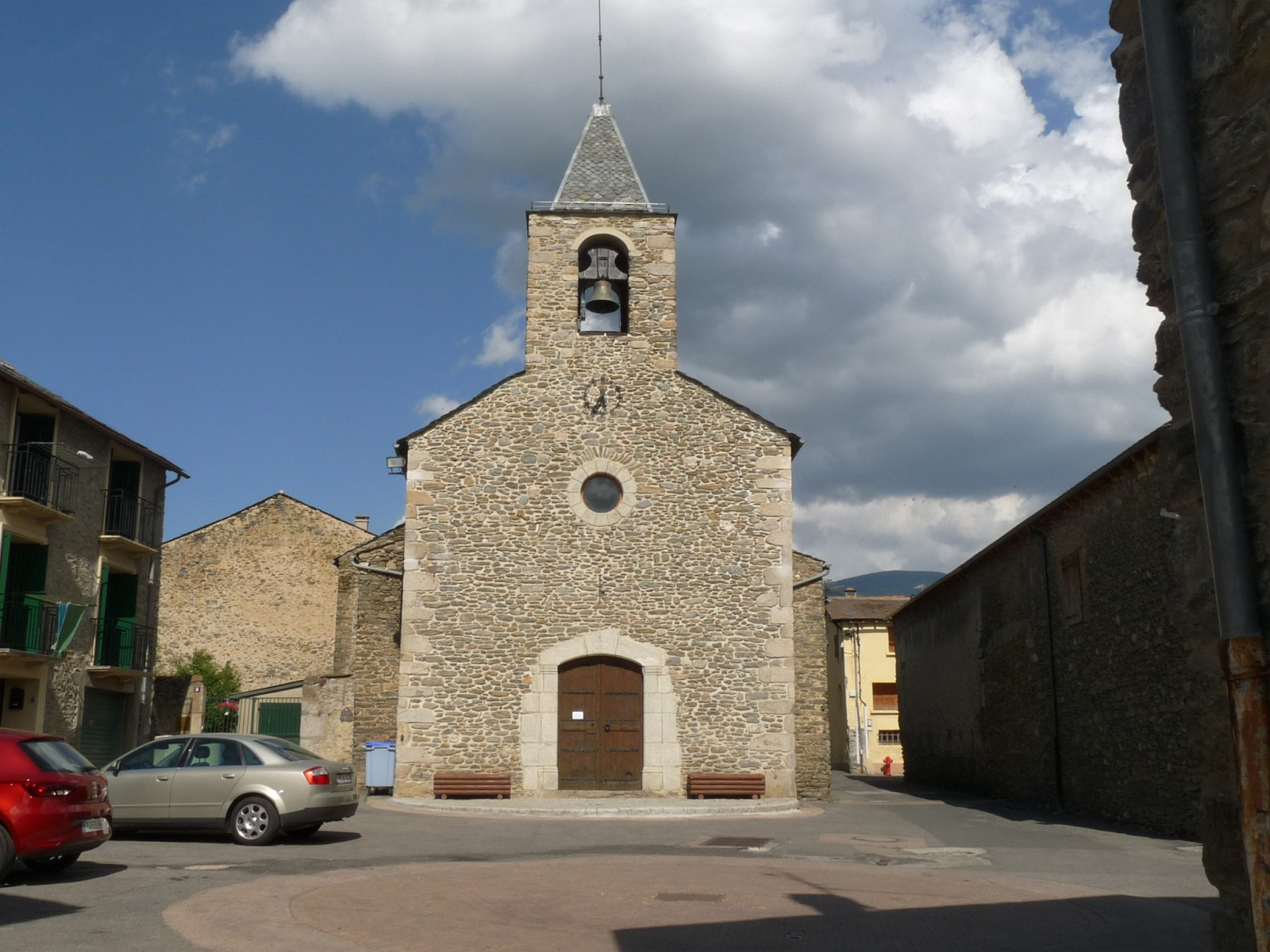
L'église et la place
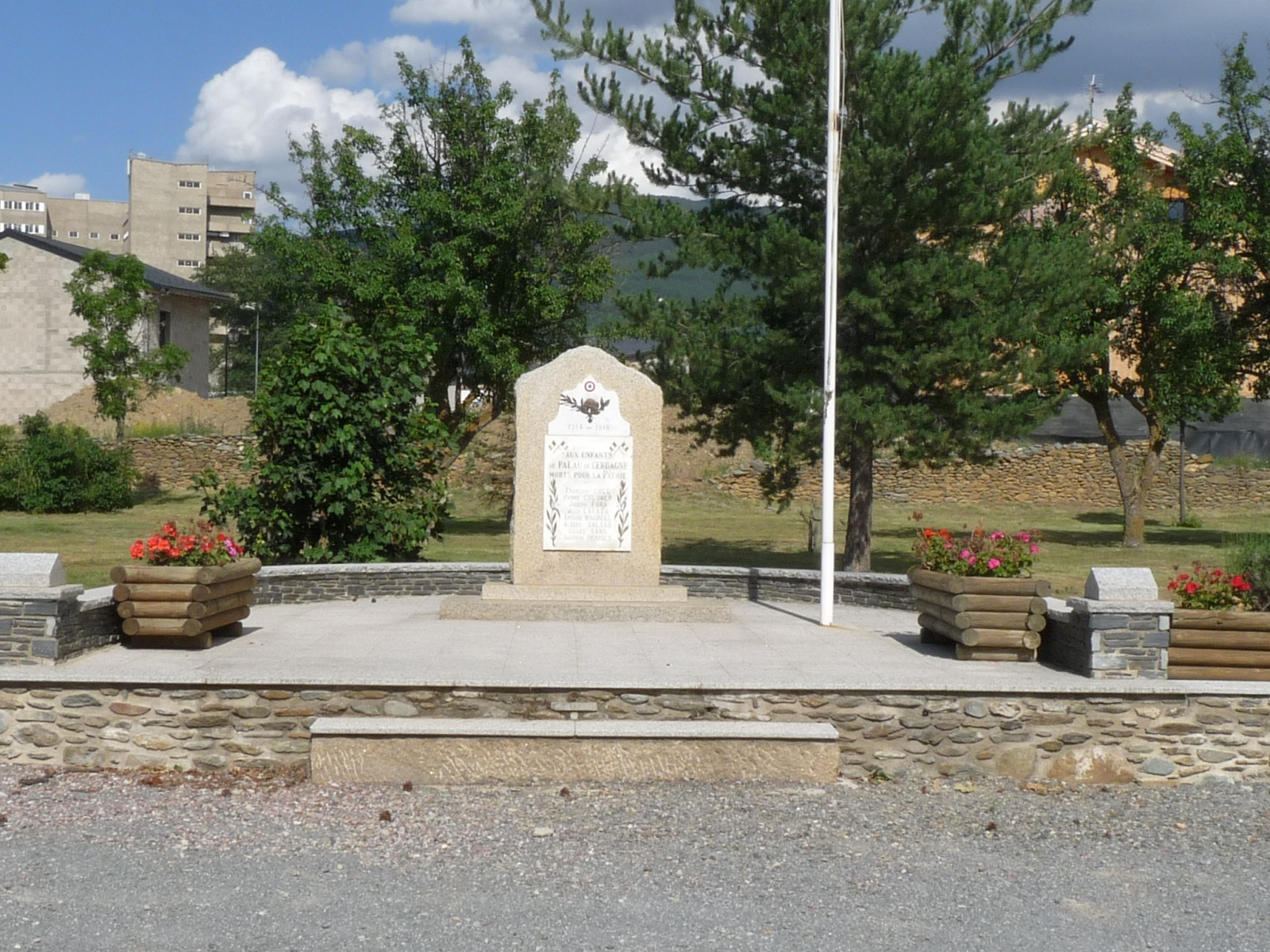
Le monument aux morts, dans le parc de la mairie

### Personnalités liées à la commune
- Albert Salsas (1864-1940) : historien de la Cerdagne, né à Palau-de-Cerdagne ;
- Mathias Delcor (1919-1992) : bibliste, linguiste, orientaliste, historien et archéologue.

### Héraldique
| Blason de Palau-de-Cerdagne | Blason  | D'azur à une tour d'or ajourée de quatre pièces du champ ; au chef parti de trois : au 1er écartelé en sautoir aux I et IV d'or à quatre pals de gueules et aux II et III d'argent à la croix de gueules, au 2e de gueules à une croix patriarcale tréflée de sable*, au 3e d'or à quatre bandes de gueules et au chef d'argent chargé de trois fleurs de quatre pétales de gueules, au 4e d'or à une lettre capitale oméga de sable en chef et à l'inscription « COLL » du même en pointe. |
| Blason de Palau-de-Cerdagne | Détails | * Il y a là non-respect de la règle de contrariété des couleurs : ces armes sont fautives (sable sur gueules). Le statut officiel du blason reste à déterminer. |